# Château de Medjybij
La grande forteresse de Medjybij (en polonais : zamek Sieniawskich w Międzybużu ; en ukrainien : Меджибі́зький замок, Medjybizkyï zamok) est un château fort du XIVe siècle situé dans la ville ukrainienne de Medjybij, dans la région historique de Podolie, à la confluence du fleuve Boug et de la rivière Boujenka.
Il a été construit par Mikołaj Sieniawski comme un rempart contre l’expansion de l’Empire ottoman dans les années 1540. Le domaine a été détenu par la famille Sieniawski, jusqu’à l’extinction de cette dernière au début du XVIIIe siècle. La forteresse a été prise par les Turcs, puis repris par les Polonais en 1699. Elle est passée à la famille princière Czartoryski en 1731. Le château fut reconstruit par les autorités russes et restauré par les Soviétiques après 1968. Les touristes peuvent visiter un petit musée et une église construite en 1586.

Vues de la forteresse
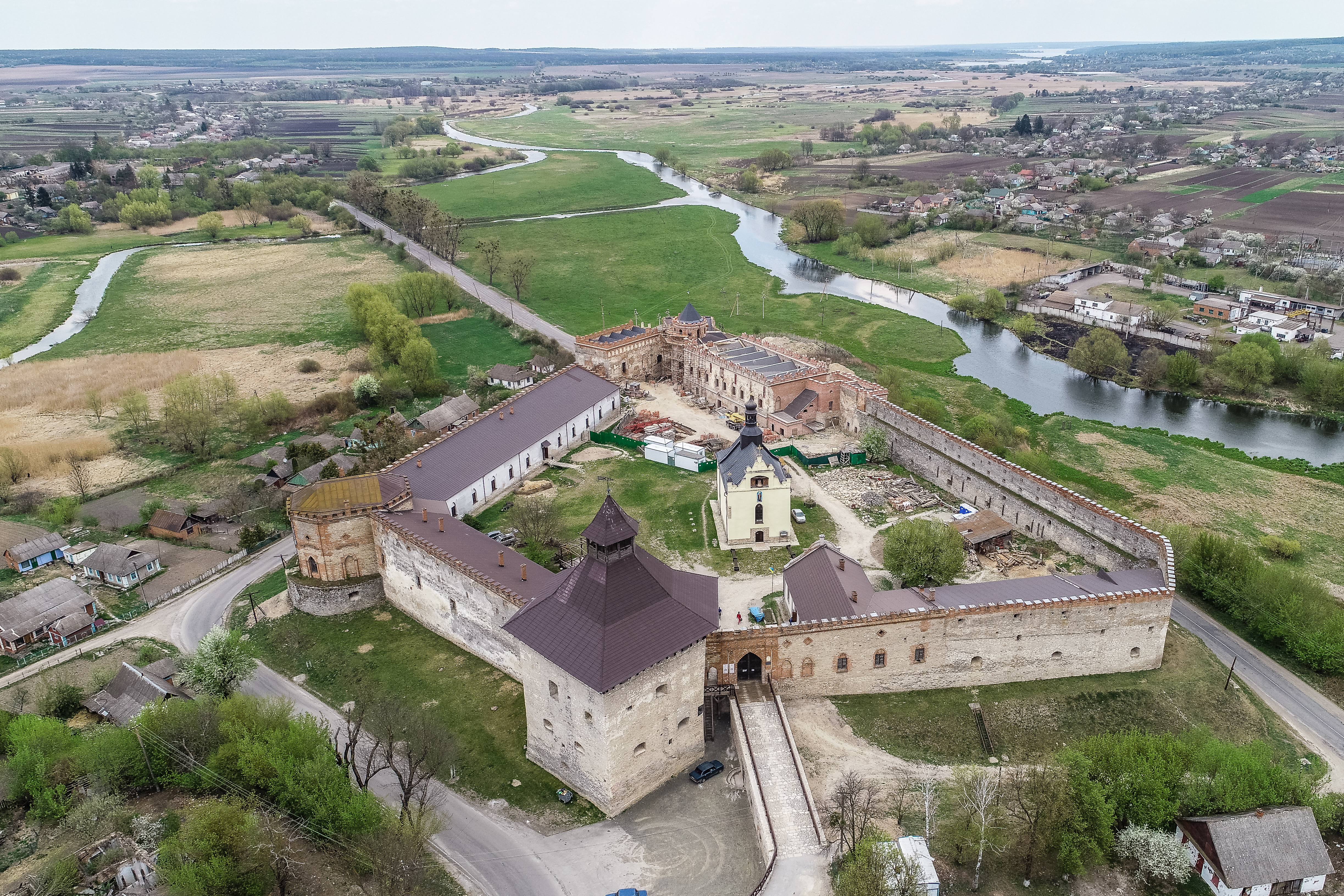
Château de Medjybij.
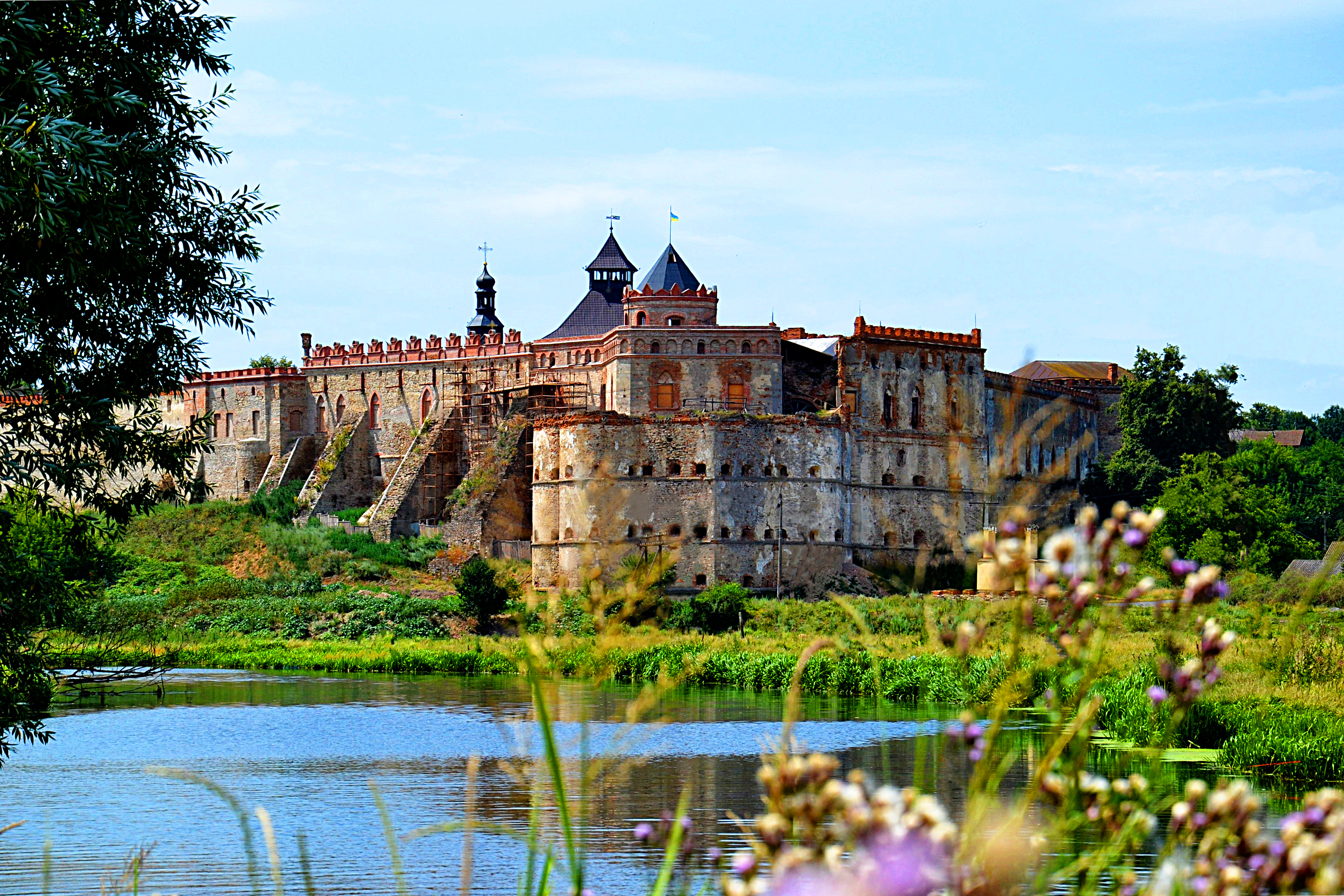
Le mur de la forteresse.
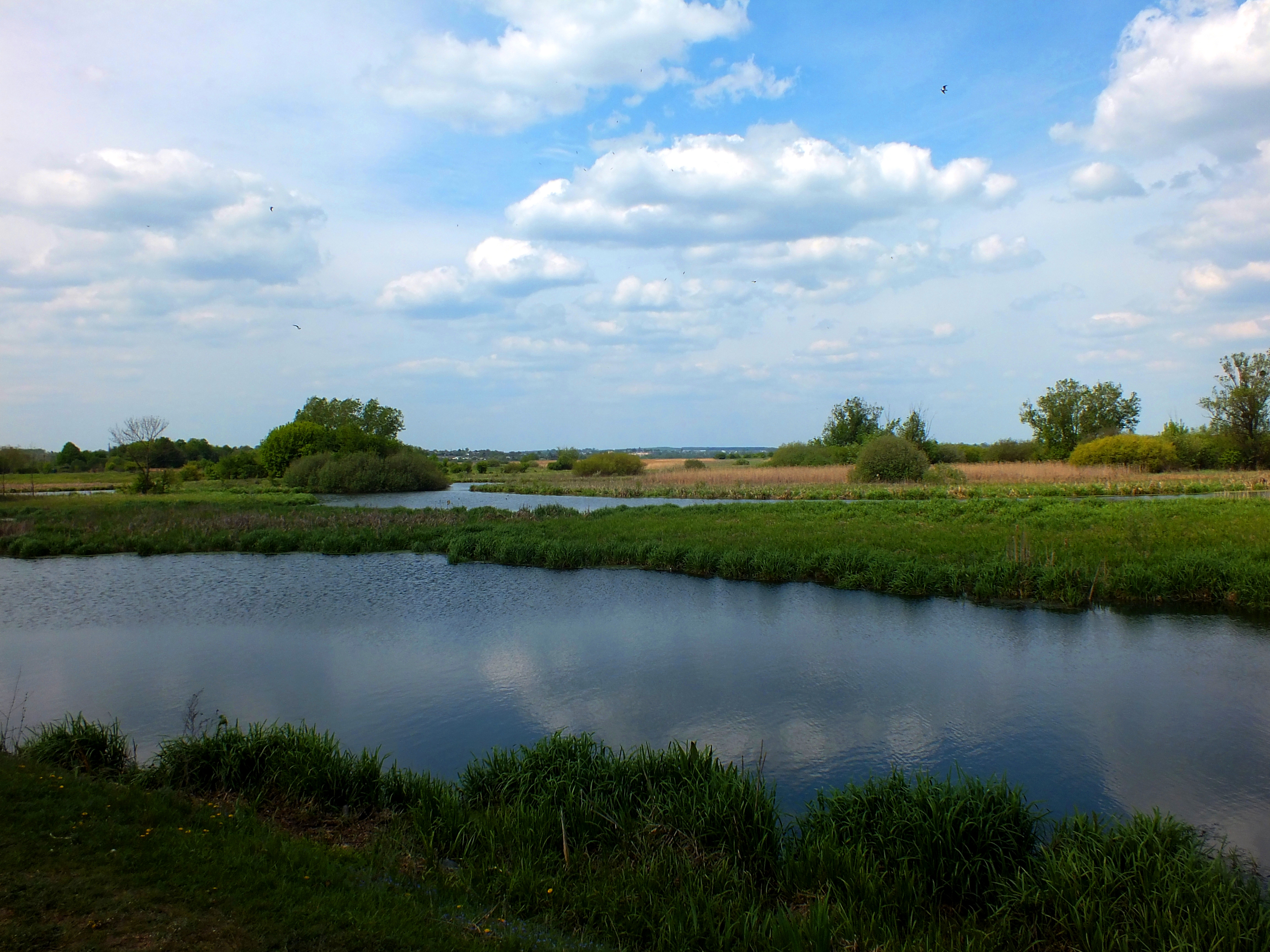
Avec le parc naturel national du haut Pobouj.
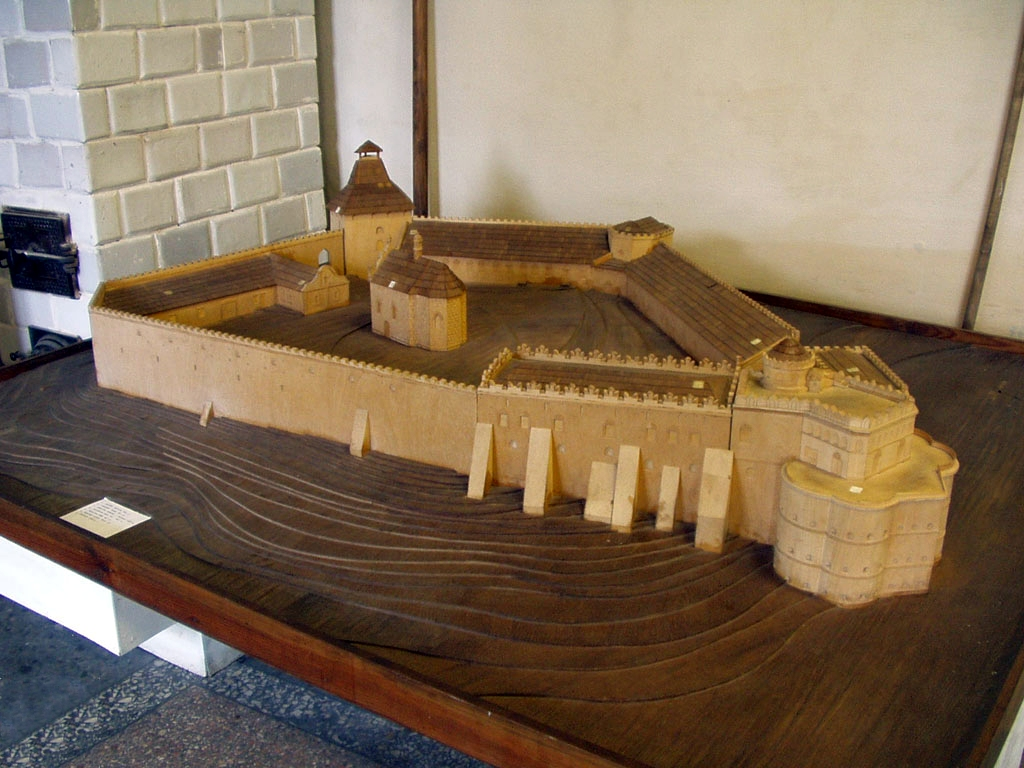
Maquette du château dans le musée local.
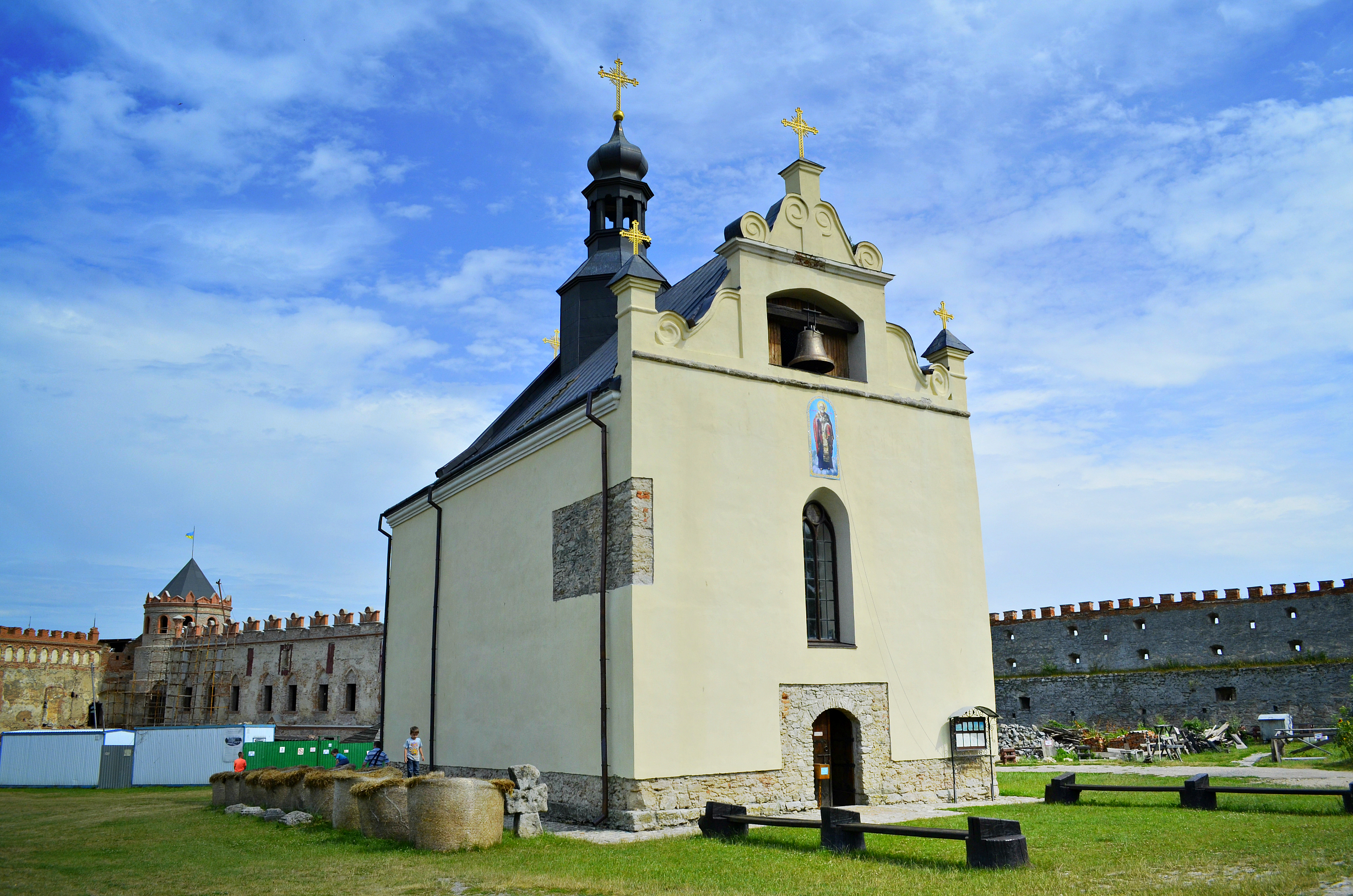
L’église du XVIe siècle